# Attigneenongnahac
Attigneenongnahac (Attiguenongha, Cord People ili Cord Makers), pleme američkih Indijanaca porodice Iroquoian, uže grupe Huron, nastanjeni nekada u kraju između rijeka Sturgeon i Coldwater blizu Georgian Baya u Ontariju, Kanada. Godine 1624 imali su tri sela a među njima jezuiti su utemeljili i misiju St. Joseph. Attigneenongnahaci su bili jedno od plemena hjuronske konfederacije čiji su susjedi na istoku i sjeveru bili Arendahronon, i na zapadu Tahontaenrat i Ataronchronon. Prema jeziku najsrodniji su Attignawantanima s kojima osnivaju hjuronski plemenski savez možda još 1400, tako da se ta dva plemena smatraju vodećima, dok su ostala dva hjuronska plemena Arendarhonon i Tahontaenrat govorila drugačijim jezicima, a konfederaciji su se priključili 1560. odnosno 1570. godine.

## Vanjske poveznice
- The Wendat (Huron) at Contact